# Куузику (Рапламаа)
Ку́узику (эст. Kuusiku) — сельский посёлок в волости Рапла уезда Рапламаа в Эстонии.

## География и описание
Расположен в 5 километрах к юго-западу от уездного и волостного центра – города Рапла, в верховьях реки Вигала. Высота над уровнем моря — 59 метров.
Климат умеренный. Официальный язык — эстонский. Почтовый индекс — 79516.

## Население
По данным переписи населения 2021 года, в Куузику насчитывался 181 житель, из них 163 (90,1 %) — эстонцы.
По данным переписи населения 2011 года, в посёлке проживал 171 человек, из них 155 (90,6 %) — эстонцы.
Численность населения посёлка Куузику по данным Департамента статистики: 
| Год  | 2000 | 2011  | 2017  | 2018  | 2019  | 2020  | 2021  |
| ---- | ---- | ----- | ----- | ----- | ----- | ----- | ----- |
| Чел. | 225  | ↘ 171 | ↗ 190 | ↘ 186 | ↘ 185 | ↗ 189 | ↘ 181 |

## История
Населённый пункт получил своё название от мызы Куузику, впервые упомянутой в 1467 году как Saage; статус посёлка получил в 1977 году. В том же году с посёлком Куузику был объединён бывший посёлок Зелёная Улица советской военной базы Куузику.

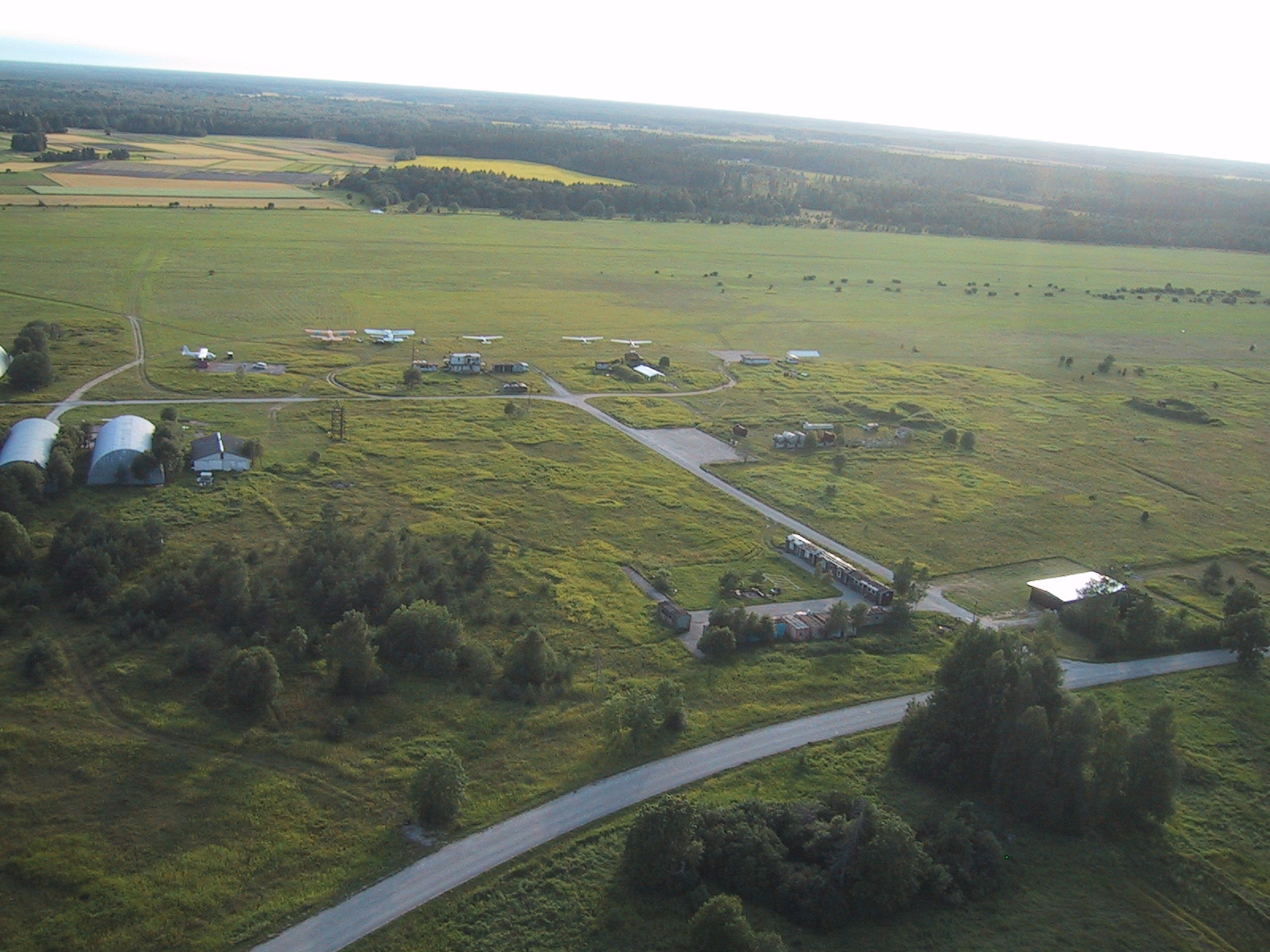
Лётное поле в Куузику

### Лётное поле Куузику
В 1939 году согласно «договору о базах» в районе Куузику началось строительство советского военного аэродрома. В августе 1941 года в Куузику произошло кровопролитное сражение между защитниками аэродрома и наступающими немецкими войсками. Место гибели 61 военнослужащего было обозначено памятным камнем.
Отступающие советские войска не смогли взять все боеприпасы с собой и закопали их. Когда в 1966 году перестраивали осушительную систему, бомбы были обнаружены в рабочей зоне, и работы были частично приостановлены. В то же время в Рапла пришло письмо с Дальнего Востока России, отосланное одним из сражавшихся в 1941 году в Куузику военных ветеранов, который переживал, что захороненные боеприпасы могут стать опасными для местного населения. Составленная 25 лет спустя по памяти схема оказалась достаточно точной и оказала большую помощь в деминировании района. Новое лётное поле было построено после войны севернее прежнего, и его в настоящее время использует Таллинский лётный клуб (эст. Tallinna lennuklubi).

## Инфраструктура
В Куузику есть детский сад и библиотека. В посёлке расположена метеорологическая станция Эстонского института метеорологии и гидрологии.